# 伽利略的星空
《伽利略的星空》（Eppur Si Muove）是德國交響金屬樂團曠野鷹豪樂團（Haggard）第三張專輯。於2004年4月26日發行。
專輯內容是描述義大利天文學家伽利略（1564 –1642）的一生。專輯標題是根據傳說，伽利略在宗教法庭前被迫放棄日心說的主張之後，低聲說出「Eppur si muove」（地球仍然在转啊）。

## 專輯曲目
1. 《All'inizio è La Morte》  – 6:50
2. 《Menuetto In Fa-Minore》  – 1:16
3. 《Per Aspera Ad Astra》  – 6:40
4. 《Of a Might Divine》  – 8:20
5. 《Gavotta In Si-Minore》  – 0:58
6. 《Herr Mannelig》  – 4:50
7. 《The Observer》  – 4:40
8. 《Eppur Si Muove》  – 8:19
9. 《Larghetto / Epilogo Adagio》  – 2:13
10. 《Herr Mannelig (short version)》  – 6:10

### 限量版
限量版增加以下兩首：
1. 《De La Morte Noir》  – 7:59
2. 《Robin's Song》  – 4:36

同時附加一張DVD，包含1998年於「Wacken Open Air」的5段影片以及一部附贈影片。
1. 《Requiem》
2. 《In A Pale Moon's Shadow》
3. 《Cantus Firmus》
4. 《De La Morte Noir》
5. 《Lost (Robin)》
6. 《In a Pale Moon's Shadow》(bonus video clip)